# Evangelische Kirche (Reinborn)

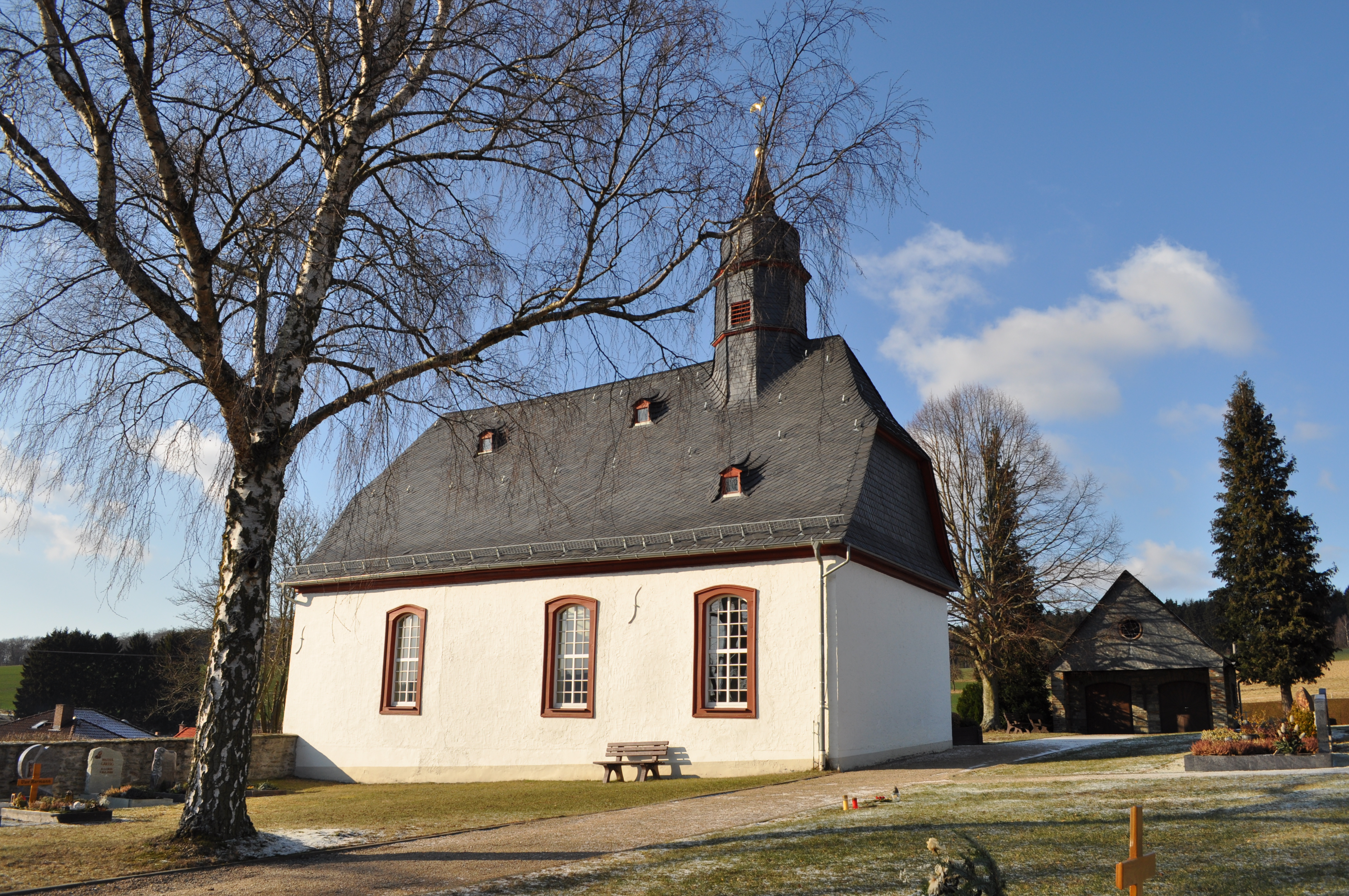
Evangelische Kirche in Reinborn

Die Evangelische Kirche Reinborn ist ein denkmalgeschütztes Kirchengebäude in Reinborn, einer Siedlung des Ortsteils Niederems in der Gemeinde Waldems im Rheingau-Taunus-Kreis in Hessen. Die Kirchengemeinde gehört zum Dekanat Rheingau-Taunus in der Propstei Rhein-Main der Evangelischen Kirche in Hessen und Nassau.

## Beschreibung
An Stelle der während des Dreißigjährigen Kriegs zerstörten frühgotischen oder spätromanischen Kapelle, die seit dem Jahr 1576 nachgewiesen ist, wurde zwischen 1721 und 1724 die spätbarocke Saalkirche errichtet. Aus dem Krüppelwalmdach, das das Kirchenschiff und den gleich breiten Chor bedeckt, erhebt sich im Osten ein achteckiger Dachreiter, der mit einer gebauchten Haube mit Laterne bedeckt ist. 
Der Innenraum ist mit einem hölzernen Tonnengewölbe überspannt. Das Kirchenschiff öffnet sich zum Chor mit einem Chorbogen, der noch vom Vorgängerbau stammt. An der Wand des Chors hinter der Orgel ist ein großes, in Teilen verblasstes Fresko erhalten, das vom Anfang der 1720er Jahre stammt und 1913 freigelegt wurde. Die Brüstungen der zweiseitigen Emporen sind mit Brustbildern der Apostel bemalt. Zur Kirchenausstattung gehören der Altar und das Taufbecken aus dem 18. Jahrhundert und die Kanzel von 1614, deren Intarsien übermalt sind. Die Orgel wurde 1838–40 von Daniel Raßmann gebaut.